# Luo
Els luo, també coneguts com a jaluo, joluo, lwo o kavirondo, són un grup ètnic de l'est d'Uganda, el nord de Tanzània i especialment l'oest de Kenya. Antigament, també se'ls coneixia pel nom avui ja no utilitzat de nilòtic kavirondo. Són una part d'un grup etnicolingüístic més gran, també conegut com a luo, que ocupa, a més de les zones esmentades, també el Sudan del Sud, i el nord d'Uganda. La llengua que utilitzen és el luo o dholuo de la branca de llengües nilòtiques occidentals, dins de les llengües niloticosaharianes. Juntament amb altres llengües estretament relacionades, com l'acholi, el dhopadhola i el lango, formen el grup de llengües conegut amb al mateix nom de luo. En total, compten entre 3 i 4 milions de parlants a les costes de l'est del llac Victòria (a la província de Nyanza) i a zones de més al sud, a part de les ja anomenades a Kenya, Uganda i Tanzània. L'idioma es pot escoltar en la programació de la televisió kenyata KBC (Kenya Broadcasting Corporation) i l'emissora Radio Ramogi.
Amb un 13% de la població, és el tercer grup ètnic més nombrós de Kenya després dels kikuyu (22%) i els luhya (14%). Viuen principalment a la província de Nyanza, on formen una majoria, i a Nairobi, la capital de Kenya. El 1994, se n'estimava una població a Kenya de 3.185.000, i 4,6 milions el 2010.
Treballen bàsicament en la pesca. Fora del seu nucli d'influència, es troben també estesos en altres llocs d'Àfrica oriental com a pescadors, agricultors de petita escala i treballadors a la ciutat.